# Comté de Vernon (Missouri)
Pour les articles homonymes, voir Comté de Vernon.
Le comté de Vernon, en anglais : Vernon county, est un comté du Missouri aux États-Unis. Le siège du comté se situe à Nevada. Le comté fut créé en 1855 et nommé en hommage au sénateur et colonel Miles Vernon qui participa à la bataille de La Nouvelle-Orléans.  Au recensement de 2000, la population était constituée de 20 454 individus.

## Géographie
Selon le bureau du recensement des États-Unis, le comté totalise une surface 2 168 km2 dont 8 km2 d’eau.

### Comtés voisins
- Comté de Bates (nord)
- Comté de Saint Clair (Missouri) (nord-est)
- Comté de Cedar (Missouri) (est)
- Comté de Barton (Missouri) (sud)
- Comté de Crawford (Kansas) (sud-ouest)
- Comté de Bourbon (Kansas) (ouest)
- Comté de Linn (Kansas) (nord-ouest)

### Routes principales
- U.S. Route 54
- U.S. Route 71
- Missouri Route 43

## Démographie
Selon le recensement de 2000, sur les 20 454 habitants, on retrouvait 7 966 ménages et 5 432 familles dans le comté. La densité de population était de 9 habitants par km² et la densité d’habitations (8 872 au total) était de 4 habitations par km². La population était composée de 96,99 % de blancs, de 0,61 % d’afro-américains, de 0,79 % d’amérindiens et de 0,31 % d’asiatiques.
32,20 % des ménages avaient des enfants de moins de 18 ans, 55,3 % étaient des couples mariés. 26,6 % de la population avait moins de 18 ans, 9,2 % entre 18 et 24 ans, 25,4 % entre 25 et 44 ans, 22,5 % entre 45 et 64 ans et 16,3 % au-dessus de 65 ans. L’âge moyen était de 37 ans. La proportion de femmes était de 100 pour 93,5 hommes.
Le revenu moyen d’un ménage était de 30 021 dollars.